# 糙叶白绒草
糙叶白绒草（学名：Leucas mollissima var. scaberula）为唇形科绣球防风属下的一个变种。分布于中国云南、广西西部及贵州西部，尼泊尔，印度、斯里兰卡，缅甸，泰国，越南至马来西亚，印度尼西亚等地。生长于海拔750—2000米的阳性灌丛、路旁、草地及荫蔽和溪边的湿润地上。